# 8647 Populus
8647 Populus è un asteroide della fascia principale. Scoperto nel 1989, presenta un'orbita caratterizzata da un semiasse maggiore pari a 2,2763347 UA e da un'eccentricità di 0,1657715, inclinata di 3,91231° rispetto all'eclittica.